# SAFF Women's Cup 2024-25
La SAFF Women's Cup 2024-25 es la 2.ª edición de la competición anual saudí de fútbol femenino. Dieciséis equipos participaron en la competición. El Al-Ahli es el vigente campeón, tras vencer al Al-Shabab 3-2 en la final el 28 de marzo de 2024.
Tras el anuncio de la Supercopa Femenina Saudí, las campeonas y subcampeonas de esta temporada se clasificarán para su edición inaugural.

## Formato
Participarán 16 equipos, 10 equipos de la Saudi Women's Premier League y 6 equipos de la Saudi Women's First Division League. Los partidos serán a partido único.

### Participantes
| Temporada 2024-25                                                                                 |                                                    |
| 1.ª División (10 equipos)                                                                         | 2.ª División (6 equipos)                           |
| Al-Ahli Al-Amal Al-Hilal Al-Ittihad Al-Nassr Al-Qadsiah Al-Shabab Al-Taraji Al-Ula Eastern Flames | Abha Al-Angaa Al-Hmmah Al-Riyadh Al-Shoulla Jeddah |

## Octavos de final
Los octavos de final se disputarán en eliminatorias a partido único entre el 18 y 19 de octubre de 2024.
| Local      | Resultado | Visitante      |
| ---------- | --------- | -------------- |
| Al-Qadsiah | 4-1       | Al-Amal        |
| Al-Hilal   | 7-0       | Abha           |
| Al-Ula     | 2-1       | Al-Riyadh      |
| Jeddah     | 1-13      | Al-Ittihad     |
| Al-Shabab  | 3-0 (w/o) | Al-Angaa       |
| Al-Shoulla | 2-5       | Eastern Flames |
| Al-Ahli    | 12-0      | Al-Hmmah       |
| Al-Taraji  | 0-8       | Al-Nassr       |

## Cuartos de final
Los cuartos de final se disputarán en eliminatorias a partido único entre el 4 y 5 de enero de 2025.
| Local          | Resultado | Visitante  |
| -------------- | --------- | ---------- |
| Al-Shabab      | 2-1       | Al-Hilal   |
| Al-Ula         | 1-3       | Al-Ahli    |
| Eastern Flames | 1-8       | Al-Qadsiah |
| Al-Ittihad     | 2-3       | Al-Nassr   |

## Semifinales
Las semifinales se disputarán en eliminatorias a partido único entre el 14 y 15 de febrero de 2025.
| Local     | Resultado    | Visitante  |
| --------- | ------------ | ---------- |
| Al-Nassr  | 1-1 (2-4 p.) | Al-Qadsiah |
| Al-Shabab | 2-3          | Al-Ahli    |

## Tercer puesto
El tercer puesto se disputará a partido único el 18 de marzo de 2025.
| Local    | Resultado | Visitante |
| -------- | --------- | --------- |
| Al-Nassr | 1-0       | Al-Shabab |

## Final
La final se disputará en el Kingdom Arena el 19 de marzo de 2025.
| Local      | Resultado | Visitante |
| ---------- | --------- | --------- |
| Al-Qadsiah | 1-2       | Al-Ahli   |

## Premios en metálico
La Federación Saudí de Fútbol ha aumentado el premio para el ganador de 750.000 a 1 millón de SAR, mientras que mantiene el premio para el segundo clasificado en 500.000 SAR y el premio para el tercer clasificado en 200.000 SAR.
| Puesto        | Equipos | Importe (en riyal) |
| ------------- | ------- | ------------------ |
| Campeón       | 1       | 1.000.000 SAR      |
| Subcampeón    | 1       | 500.000 SAR        |
| Tercer puesto | 1       | 200.000 SAR        |
| Total         | 3       | 1.700.000 SAR      |